# Rishpon
Rishpon (în ebraică:רשפון) este o așezare rurală de tip moșav ovdim care face parte din Consiliul Regional Hof Hasharon în Districtul Central al Israelului. Se învecinează cu localitățile Kfar Shmaryahu la sud, cu Raanana la est, Shfayim la nord și Herzliya la vest.
Moșavul a fost înființat în 1936 în timpul celei de-a Cincea Aliyá de emigranți evrei, veniți să practice agricultura.

## Numele
Numele așezării a fost,la început, Rishpona  sau Reshef după numele unui port antic din perioada de sfârșit a regatului israelit. S-a crezut multă vreme că era identică cu o localitate amintită în inscripția regelui asirian Tiglatpalasar al III-lea care a cucerit-o în timpul campaniei sale către Gaza. În 1951 s-a descoperit ca numele amintit în această inscripție a fost descifrat greșit ca Rishpona, în loc de Kashpuna.   Localitatea antică se numea după zeul Reshef, zeu al focului, al fertilității și al infernului din panteonul canaanit. De la același nume, înrudit cu cuvântul semitic ršp însemnând „foc”, „flacără” sau „scânteie".  se trage numele sitului arheologic Tell Arshaf și asezarea israeliană Arsuf din apropiere Samaritenii care au populat vechea localitate în timpul dominației bizantine până la cucerirea arabă, și s-au reașezat aici în timpul Califatul Abbasid,au numit-o Raashpon. Ei au abandonat-o după moartea califului Harun al-Rașid .Locuitorii moșavului au optat, până la urmă, pentru numele Rishpon.

## Istoria
În perimetrul așezării există vestigii arheologice antice: sepulturi de piatră, cariere de minereuri, grote.
Localitatea a fost fondată în 1936 pe terenuri achiziționate de Fondul Național Evreiesc, în ebraică, Keren Kayemet, cu ajutorul Fondului Evreiesc Unificat sau Keren Hayessod, de către 30 familii de muncitori agricoli evrei originari din Polonia și Rusia care lucraseră ca salariați în moșavot - sate din Iudeea, Samaria și Sharon, si care au făcut parte din„ Organizația pentru așezare Herzliya". Așezarea a fost creată în cadrul operațiunii de așezare „Haelef”.   
Cu timpul li s-au alăturat  15 familii de evrei imigrați din Germania, 20 familii venite din satele (moșavot) Ranaana și Hadar, 
(Organizația „Arsuf”), precum și 34 familii de evrei din Iugoslavia și Ungaria
La început, locuitorii au locuit în corturi, fără electricitate, și erau expuși atacurilor vecinilor arabi. 
La sfârșitul Războiului arabo-israelian din 1948-49 moșavul a fost atacat de arabi palestinieni care s-au infiltrat în așezare. La 4 noiembrie 1948 din nou niște  palestinieni au pătruns în casa familiei Weiss, l-au omorât pe capul familiei, Eliezer Weiss, și au răpit-o pe soția acestuia, Esther (Etka). Ea a fost dusă în captivitate în Transiordania, fiind detinută, mai multe săptămâni în tabăra de prizonieri Umm al Jamal. la 25 decembrie 1948 a avut loc o nouă incursiune de palestinieni care l-au ucis pe locuitorul Elimelekh Salzhendler. Weiss și Salzhendler au fost primii locuitori înmormântați în cimitirul așezării. 
În anii 1970-1980 așezarea a primit caracterul de periferie rurală a orașului Herzliya.

## Economia
Localitatea se distinge printr-o agricultură intensivă. Se cresc și flori și bonsai.
În anii 1990 s-au înmulțit afacerile neagricole - magazine, restaurante, ferme de cai, întreprinderi de mobilă, cabinete psihologice etc -  ele crescând de la 155 în 1994 la 273 în 1996 
În 1989, aici a luat ființă Biotech Environmental Company Ltd., specializată în soluții de tratare a apelor uzate industriale și în sisteme de distilare a apei .
De asemenea se organizează expoziții de artă.

## Transporturi
Autostrada 2 dintre Tel Aviv și Haifa trece prin apropiere.
La sud est de Rishpon se afla aeroportul Herzliya, destinat avioanelor private și lecțiilor de zbor. .

## Învățământul
Copiii din Rishpon învață la școala elementară Gesher din Kfar Shmaryahu, alături de elevi din Kfar Shmariahu și din Glil Yam

### Personalități
- Guy Zoaretz (n.1973) actor de teatru si film israelian, născut la Rishpon
- Meir Har Tzion (1934-2014) militar israelian, erou al acțiunilor de comando - a copilărit la Rishpon